# Степное (Житикаринский район)
Степное (каз. Степной) — село в Житикаринском районе Костанайской области Казахстана. Административный центр и единственный населённый пункт Степновского сельского округа.

## Физико-географическая характеристика
Находится примерно в 50 км к югу от районного центра, города Житикара. Код КАТО — 394455100.
Село находится на высоте 200 метров над уровнем моря, климат континентальный.

## История
В декабре 1954 году во время освоения целинных и залежных земель был образован совхоз «Степной» Джетыгаринского района. Площадь совхоза составляла 27 830 гектаров (24 246 гектар под пашни). Директором этого совхоза был Герой Социалистического Труда Сергей Григорьевич Цурлуй.
В 1956 году открыли русско-казахскую школу с семилетним образованием. А в 1973 году школа стала со средним образованием.
В 1994 году совхоз реорганизован в АО, а с 2000 года в ТОО «Степное».

## Население
В 1999 году население села составляло 1337 человек (648 мужчин и 689 женщин). По данным переписи 2009 года, в селе проживало 1090 человек (521 мужчина и 569 женщин).
| Народ                 | %      |
| --------------------- | ------ |
| казахи                | 76,4 % |
| русские               | 7,4 %  |
| украинцы              | 6,7 %  |
| белорусы              | 5,2 %  |
| немцы                 | 1,2 %  |
| другие национальности | 1,9 %  |

## Экономика
Основой села является сельское хозяйство, что составляет 90 % всей товарной продукции. Основное производство: зерновые (яровая пшеница, ячмень, овёс), мясное скотоводство.
С 1960 года совхоз занимается животноводством мясного направления. Разводят казахскую белоголовую породу, занимаются селекционной работой.